# Rugby sevens nos Jogos da Ásia Oriental de 2009
As competições de rugby sevens nos Jogos da Ásia Oriental de 2009 aconteceram entre 5 e 6 de dezembro. Dois torneios foram disputados.

## Calendário
| Dezembro     | 2 | 3 | 4 | 5 | 6 | 7 | 8 | 9 | 10 | 11 | 12 | 13 | Finais |
| ------------ | - | - | - | - | - | - | - | - | -- | -- | -- | -- | ------ |
| Rugby sevens |   |   |   |   | 2 |   |   |   |    |    |    |    | 2      |

## Quadro de medalhas
| Ordem | País          | Medalha de ouro | Medalha de prata | Medalha de bronze |   |
| ----- | ------------- | --------------- | ---------------- | ----------------- | - |
| 1     | Japão         | 1               | 1                |                   | 2 |
| 2     | China         | 1               |                  |                   | 1 |
| 3     | Hong Kong     |                 | 1                | 1                 | 2 |
| 4     | Coreia do Sul |                 |                  | 1                 | 1 |
| TOTAL | TOTAL         | 2               | 2                | 2                 | 6 |

## Medalhistas
| Evento    | Ouro      | Prata         | Bronze            |
| Masculino | JPN Japão | HKG Hong Kong | KOR Coreia do Sul |
| Feminino  | CHN China | JPN Japão     | HKG Hong Kong     |

## Resultados

### Masculino

#### Primeira fase
| Grupo único | Grupo único   |
| ----------- | ------------- |
| 1           | Japão         |
| 2           | Hong Kong     |
| 3           | China         |
| 4           | Coreia do Sul |
| 5           | Taipé Chinesa |
| 6           | Guam          |

| Japão         | 19-5[ligação inativa]  | Taipé Chinesa |
| Coreia do Sul | 12-12[ligação inativa] | China         |
| Hong Kong     | 31-7[ligação inativa]  | Guam          |
| China         | 42-5[ligação inativa]  | Taipé Chinesa |
| Japão         | 17-7[ligação inativa]  | Hong Kong     |
| Coreia do Sul | 39-5[ligação inativa]  | Guam          |
| Hong Kong     | 27-17[ligação inativa] | Taipé Chinesa |
| China         | 42-7[ligação inativa]  | Guam          |

| Japão         | 19-12[ligação inativa] | Coreia do Sul |
| Taipé Chinesa | 33-7[ligação inativa]  | Guam          |
| Japão         | 12-14[ligação inativa] | China         |
| Coreia do Sul | 19-21[ligação inativa] | Hong Kong     |
| Japão         | 41-7[ligação inativa]  | Guam          |
| Coreia do Sul | 24-7[ligação inativa]  | Taipé Chinesa |
| Hong Kong     | 21-7[ligação inativa]  | China         |

#### Segunda fase
| Disputa do 5º lugar | Disputa do 5º lugar    | Disputa do 5º lugar |
| ------------------- | ---------------------- | ------------------- |
| Guam                | 19-24[ligação inativa] | Taipé Chinesa       |
| Disputa do 3º lugar |                        |                     |
| China               | 12-14[ligação inativa] | Coreia do Sul       |
| Final               |                        |                     |
| Japão               | 26-24                  | Hong Kong           |

### Feminino

#### Primeira fase
| Grupo único | Grupo único |
| ----------- | ----------- |
| 1           | China       |
| 2           | Japão       |
| 3           | Guam        |
| 4           | Hong Kong   |

| China     | 24-0                   | Japão     |
| Guam      | 12-10[ligação inativa] | Hong Kong |
| Guam      | 0-50[ligação inativa]  | Japão     |
| China     | 44-0[ligação inativa]  | Hong Kong |
| China     | 46-0[ligação inativa]  | Guam      |
| Hong Kong | 5-7[ligação inativa]   | Japão     |

#### Segunda fase
|  | Semifinais | Semifinais |    |           | Final          | Final |  |
|  |            |            |    |           |                |       |  |
|  | 6/dez      |            |    |           |                |       |  |
|  | China      | 20         |    |           |                |       |  |
|  | Hong Kong  | 5          |    |           |                |       |  |
|  |            |            |    |           |                |       |  |
|  |            |            |    |           | 6/dez          |       |  |
|  |            |            |    |           | China          | 34    |  |
|  |            | Japão      | 12 |           |                |       |  |
|  |            |            |    |           |                |       |  |
|  |            |            |    |           |                |       |  |
|  |            |            |    |           | Terceiro lugar |       |  |
|  | 6/dez      | 6/dez      |    | 6/dez     | 6/dez          |       |  |
|  | Japão      | 19         |    | Hong Kong | 15             |       |  |
|  | Guam       | 5          |    |           | Guam           | 0     |  |